# Petrocerus catiena
Petrocerus catiena is een vlindersoort uit de familie van de prachtvlinders (Riodinidae), onderfamilie Riodininae.
Petrocerus catiena werd in 1875 beschreven door Hewitson.